# Chua me đất hoa vàng

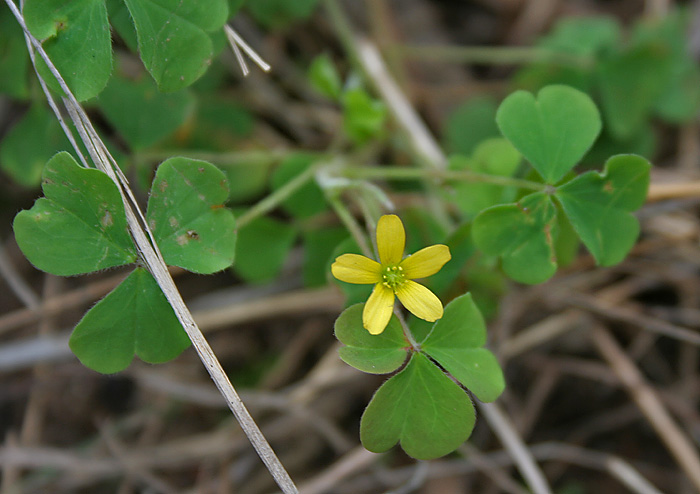
Cây chua me đất hoa vàng

Chua me đất hoa vàng hay chua me ba chìa, chua me, rau chua me, me đất nhỏ, me đất chua, chua me đất (danh pháp hai phần: Oxalis corniculata) là cây thuộc họ Chua me đất. Lá cây được chia thành ba thùy giống như cỏ ba lá. Một số giống cây có lá màu xanh, trong khi một số giống khác như Oxalis corniculata var. atropurpurea lại có màu tím. Quả hình nón, nhỏ, dài từ 1 cm đến 2 cm, chứa những hạt dài 1 mm.

## Phân bố
Chua me đất hoa vàng là loài chưa rõ nguồn gốc, mọc dại trong vườn và trên đồng ruộng, ở nơi ẩm. Cây này có thể có nguồn gốc từ châu Âu, hiện phân bố ở khu vực Đông Nam Á.

## Sử dụng
Lá của cây chua me có mùi thơm của chanh, có thể ăn được. Nước từ lá cây có thể được chế biến bằng cách nghiền trong nước nóng khoảng 10 phút, thêm đường và sau đó làm lạnh. Toàn bộ cây giàu vitamin C. Việc sử dụng cây chua me là an toàn ở liều lượng thấp, nhưng nếu ăn với số lượng lớn trong một khoảng thời gian có thể ức chế sự hấp thụ calci của cơ thể.